# Nezumia loricata
Nezumia loricata es una especie de pez de la familia Macrouridae en el orden de los Gadiformes.

## Morfología
• Los machos pueden llegar alcanzar los 30 cm de longitud total.

## Subespecies
- Nezumia loricata loricata (en las Islas Galápagos).[3]
- Nezumia loricata atomos ( Chile).

## Hábitat
Es un pez de aguas profundas que vive entre 600-1.500 m de profundidad.

## Distribución geográfica
Se encuentra en el Australia  templada, las Islas Galápagos y el Chile central.